# منتخب سلوفينيا لاتحاد الرغبي
منتخب سلوفينيا الوطني لاتحاد الرغبي (بالإيطالية: Nazionale di rugby a 15 della Slovenia)‏ هو ممثل سلوفينيا الرسمي في المنافسات الدولية في اتحاد الرغبي .